# Marathonwagen

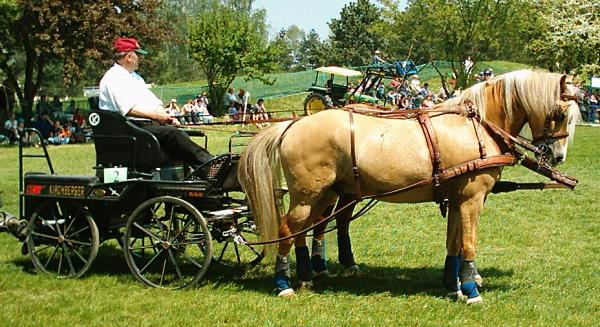
Marathonwagen mit Haflingern

Der Marathonwagen ist ein wendiges, robustes Fuhrwerk, die meistens ein- und zweispännig, gelegentlich auch vierspännig ist, vorwiegend zum Training und im Fahrsport-Wettbewerben eingesetzt wird. 
Der Marathonwagen hat eine enge Spur (meistens 125 cm), große Räder, eine gute Federung, einen kurzen Radstand und vorne eine Sitzbank mit einem rechts angebrachten Fahrersitz. Heute findet man gelegentlich auch mittig angebrachte Fahrersitze für Einspänner. Der Marathonwagen verfügt darüber hinaus meistens über vier Scheibenbremsen, eine Lenkverzögerung und oft auch über eine Drehkranzbremse. Die neueste Entwicklung bei den Marathonwagen geht hin zu luftgefederten Rädern und zwei gelenkten Achsen.
Hinter dem Sitz befindet sich eine tiefgelegene, offene Plattform, auf der ein oder zwei Beifahrer (Groom) stehen können, und zwei schmale Sitzplätze.
Der Beifahrer steht auf der hinteren Plattform und stabilisiert in schnell gefahrenen Kurven den Wagen, indem er sich mit in die Kurve legt.
Bei Fahrsportwettbewerben werden Marathonprüfungen mit dem Marathonwagen gefahren, Hindernis- und Dressurprüfungen werden üblicherweise mit anderen Fuhrwerktypen gefahren. 
Der Marathonwagen gehört heute neben der Wagonette zu den meistverkauften Pferdewagen.